# Minor (Alabama)
Minor – jednostka osadnicza w Stanach Zjednoczonych, w stanie Alabama, w hrabstwie Jefferson.